# Dreigroschenstreik
Der Dreigroschenstreik war ein Streik der Buchdrucker in Leipzig vom 1. April bis zum 6. Juni 1865. Er gilt als ein wichtiger Schritt auf dem Weg zur Gründung des Deutschen Buchdruckerverbandes. Gleichzeitig sorgte die deutschlandweite Beachtung der Bewegung dafür, dass sich der Streik als Mittel zur Interessendurchsetzung verbreitete.

## Vorgeschichte
Die Buchdruckergesellen können auf eine lange zünftige Organisationsgeschichte zurückblicken. Während der Revolution von 1848 waren sie neben den Tabakarbeitern die erste Berufsgruppe, in der eine gewerkschaftsähnliche Organisation entstand. Diese konnte sich wie alle vergleichbaren Ansätze in der Reaktionsära nicht halten.
Nachdem die politische Lage Anfang der 1860er Jahre weniger repressiv wurde, waren die Drucker ähnlich wie die Tabakarbeiter eine der ersten Berufsgruppen, in denen sich erneut gewerkschaftliche Ansätze zeigten. Im Jahr 1863 schlossen sich die Leipziger Buchdrucker und andere lokale Vereine zum Mittelrheinischen Buchdruckerverband zusammen. Der Leipziger Fortbildungsverein für Buchdrucker gab mit dem Correspondenten ein eigenes Verbandsorgan heraus. Dieses wurde später von der gesamtdeutschen Gewerkschaft übernommen.

## Verlauf und Folgen
Vor diesem Hintergrund kam es in Leipzig zu einem Streik, an dem sich 500 der etwa 800 Buchdrucker beteiligten. Ziel des Streiks waren höhere Löhne und kürzere Arbeitszeiten. Wie die Drucker in Berlin verlangten die Leipziger Drucker für tausend gesetzte „n“ drei Groschen. Die Prinzipale antworteten mit der Heranziehung von Streikbrechern aus Böhmen und dem Plan, ungelernte Frauen als Setzerinnen zu beschäftigen.
Der Buchdruckerfortbildungsverein unter Richard Härtel musste sich neutral verhalten, weil ihm sonst die Auflösung gedroht hätte. Auch daher gab es zunächst keine finanzielle Streikunterstützung. Führende Protagonisten der Streiks wurden noch während des Ausstandes zu vierzehn Tagen Haft verurteilt. Der Streik wurde deutschlandweit beachtet und löste eine Welle der Solidarität aus. Aus verschiedenen Teilen des Deutschen Bundes kamen Spenden. Daran beteiligten sich auch Beschäftigte anderer Branchen.
Vermitteln wollten der liberal gesinnte Verleger Leopold Sonnemann, August Bebel und der Jurist Karl Georg von Wächter. Diese Versuche scheiterten. Bebel bezeichnete beide Streikparteien als starrköpfig. Für dieses Urteil spielte auch eine Rolle, dass die Buchdrucker parteipolitisch keine Aussage trafen. Auch der ADAV stand dem Streik kritisch gegenüber. Friedrich Wilhelm Fritzsche wandte sich gegen die sich angeblich ausbreitende Streiklust, "da hierdurch der Arbeiterstand von seinem eigentlichen Ziele, die Radikalmittel zur Verbesserung seiner Lage mit aller ihm zu Gebote stehenden Energie zu erstreben, abgelenkt wird".
Die Buchdrucker erzielten letztlich eine Lohnerhöhung auf 28 Pfennig. Etwa 50 Protagonisten des Streiks wurden nicht wieder angestellt. Der Verlauf des Streiks machte die Notwendigkeit einer zentralen deutschlandweiten Organisation der Buchdrucker deutlich. Die Buchdrucker zogen sich zumindest zeitweise aus dem noch teilweise bürgerlichen beeinflussten VDAV Bebels zurück und vollzogen damit die Trennung vom Liberalismus und der bürgerlichen demokratischen Bewegung.
Im Jahr 1866 wurde ein deutscher Buchdruckertag veranstaltet, an dem 84 Lokalvereine teilnahmen, die zusammen 3000 Mitglieder vertraten. Zunächst noch locker schlossen sich die Lokalvereine zusammen, ehe unter der Leitung von Richard Härtel 1868 ein zentraler Verband entstand.
Über die Buchdrucker hinaus wirkte der Streik als Vorbild für andere Berufsgruppen. Im Wörterbuch der Gebrüder Grimm stand der Leipziger Buchdruckerstreik am Beginn einer Verbreitung des Wortes „Streik“ in Deutschland.